# Korra Korrabes
Korra Korrabes – meteoryt kamienny należący do chondrytów oliwinowo-bronzyowych H3. Pierwszy okaz meteorytu znaleziony został w listopadzie 1996 roku. Pewien farmer podczas szukania w korycie wyschniętej rzeki meteorytów Gibeon natknął się na kamień ważący 22 kg. W pobliżu znalazł jeszcze 11 innych mniejszych fragmentów meteorytu, w sumie zebrał 18 kg materii meteorytowej. W 2000 roku znaleziono jeszcze setki kolejnych kawałków meteorytu. Największy okaz wmurowany był w ogrodzenie okalające ogród. Jak dotąd zebrano około 120 kg materii meteorytowej. Meteoryt Korra Korrabes w swojej strukturze posiada ładnie wykształcone chondry zawierające szkliwo.